# 下洛莫夫
53°32′N 43°41′E / 53.533°N 43.683°E
下洛莫夫（俄语：Ни́жний Ло́мов）是俄羅斯奔薩州西北部的一個城市，距奔薩西北109公里。2002年時人口為24,249人。
下洛莫夫於1636年建立，1780年正式設市。